# 정진경
정진경은 대한민국의 성결교의 목사이다. 1921년 9월 14일 평안남도 안주에서 태어나서 2009년 9월 3일 소천했다.

## 경력
- 신촌성결교회 담임목사
- 국민훈장 동백장
- 한국기독교100주년기념사업협의회 이사장
- 한국기독교문화진흥원 이사장
- 대한민국문화예술선교회 공동회장
- 기독교대한성결교회 제36대 총회장
- 한국기독교총연합회 회장
- 학교법인 호서학원 제4대 이사장 (1993년 6월 18일 ~ 2009년 12월 30일)

## 같이 보기
- 기독교대한성결교회 역대총회장
- 한국의 성결교회
- 서울신학대학교
- 한국성결신문
- 이명직 (목사)
- 이성봉 (목사)